# جاكسون جوزيه لوكاس
جاكسون جوزيه لوكاس (2 مارس 1984 - ) هو لاعب كرة قدم برازيلي في مركز الدفاع.

## وصلات خارجية
- جاكسون جوزيه لوكاس على موقع قاعدة بيانات كرة القدم.إي يو (الإنجليزية)
- جاكسون جوزيه لوكاس على موقع Soccerway.com (الإنجليزية)
- جاكسون جوزيه لوكاس على موقع عالم كرة القدم.نت (الإنجليزية)